# Гудайера
Гудайе́ра (лат. Goodyera) — род травянистых растений семейства Орхидные (Orchidaceae), распространённых в Евразии, на юге Африки, в Северной Америке, на северо-востоке Австралии, на тихоокеанских островах. Род включает около ста видов, распространённых очень широко в тропической и субропической зонах обоих полушарий. Несколько видов имеют ареал в лесной зоне Евразии и Северной Америки.
Некоторые представители рода являются «драгоценными орхидеями» — термин, используемый для описания орхидей, чья декоративная ценность сконцентрирована преимущественно в листьях, а не в цветах.

## Описание
Род назван Робертом Броуном в 1813 году в честь Джона Гудайера (1592—1664) — английского ботаника.
Он входит в подсемейство Orchidoideae, трибу Chranichideae, субтрибу Goodyerinae.

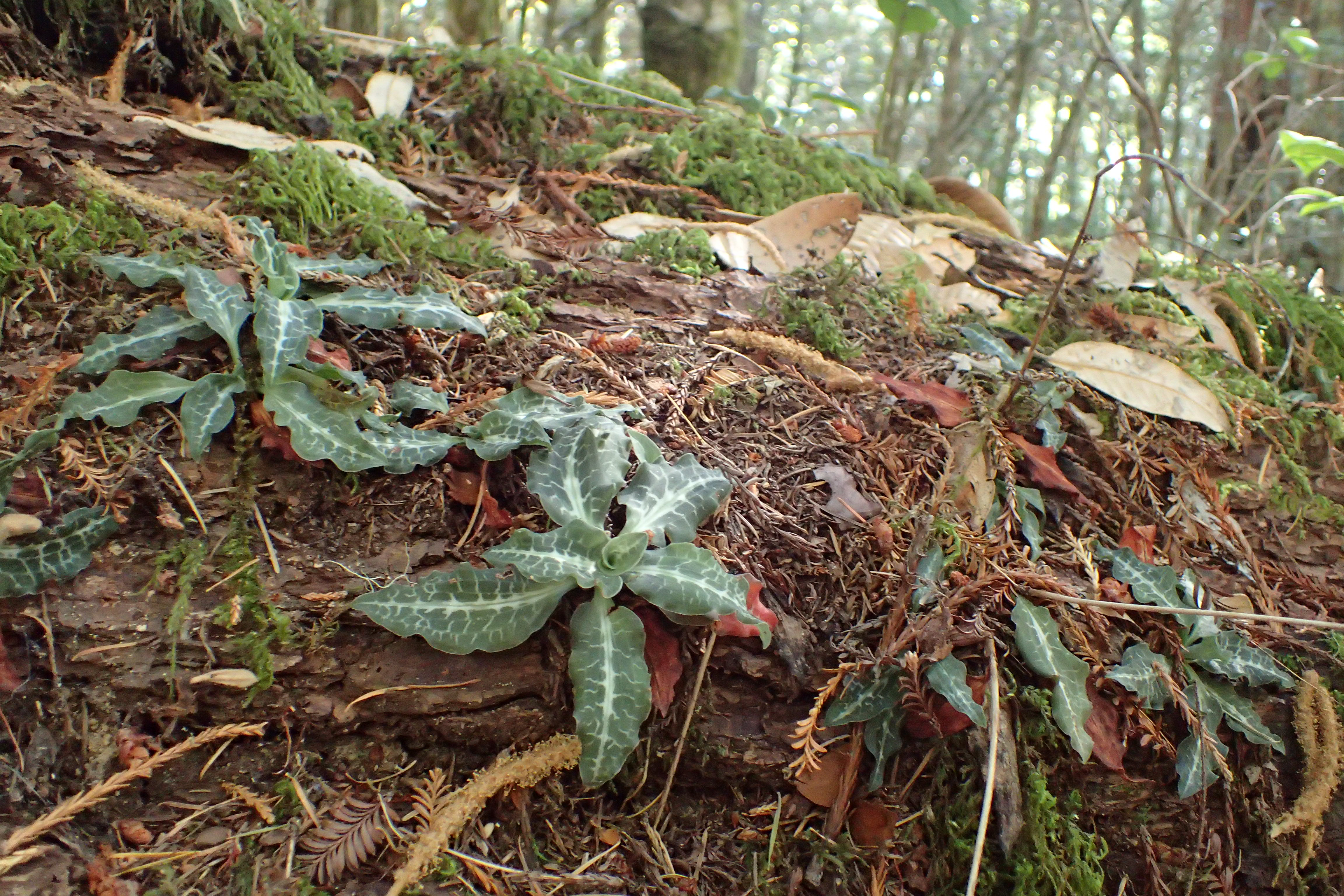
Goodyera oblongifolia

Гудаейры — корневищные геофиты, для них характерны ползучие корневища с розетками вечнозелёных листьев в узлах. По строению цветка род Гудайера близок к роду Спирантес (Spiranthes): мешкообразный нектарник губы с оттянутой верхушкой, листочки околоцветника сходятся над колонкой. Поллинии у гудайер зернистые, в отличие от других представителей трибы Cranichideae.
Виды рода — долгоживущие, наземные (редко эпифитные) многолетники. Розетки могут вегетировать на протяжении нескольких сезонов. Корневище несёт несколько розеток, поэтому обычно растения расположены группами или большими колониями. В узлах корневища расположены немногочисленные мясистые, волокнистые корни, их больше вблизи активно растущей верхушки корневища. Каждая розетка до периода цветения растёт 1—3 года. Стебли вырастают из центра взрослой розетки. Стебли прямые или восходящие, олиственные. Листья разных оттенков зелёного цвета, ланцетные до овально-эллиптических, часто скошенные, слегка мясистые. Жилки сверху могут быть белого или розового цвета. Соцветия верхушечные, цилиндрические или однобокие. Цветоножки при основании с несколькими чехольчатыми, голыми или опушенными, чешуйками. Лепестки свободные, сверху опушённые или голые. Верхние лепестки вогнутые, они формируют башлычок вместе с внешними листочками околоцветника. Коробочки прямые, яйцевидные или эллипсоидные. После созревания плодов розетка отмирает, то есть листовая розетка (но не растение) монокарпна.

## Виды
Род содержит около 100 видов, распространённых в умеренных и тропических областях Земли.
- Goodyera afzelii Schltr. (1918). Мозамбик, Мадагаскар.
- Goodyera alveolata Pradhan (1979). Бутан, Индия.
- Goodyera amoena Schltr. (1911). Остров Сулавеси.
- Goodyera angustifolia Schltr. (1905) — Гудайера узколистная. Новая Гвинея.
- Goodyera arisanensis  Hayata (1916). Северный Тайвань (гора Лалашань).
- Goodyera augustinii  Tuyama (1938). Япония (Бонинские острова).
- Goodyera beccarii Schltr. (1910). Запад Суматры.
- Goodyera bifida (Blume) Blume (1858) — Гудайера двураздельная. Малакка, Малайский архипелаг, Новая Гвинея.
- Goodyera biflora (Lindl.) Hook.f. (1890) — Гудайера двухцветковая. Гималаи.
- Goodyera bomiensis K.Y.Lang (1978). Китай (Хубэй, Юньнань), северный Тайвань.
- Goodyera boninensis Nakai (1918). Япония (острова Титидзима, Хахадзима).
- Goodyera brachystegia Hand.-Mazz. (1936). Китай (Гуйчжоу, Юньнань).
- Goodyera bracteata Thouars (1918) — Гудайера прицветниковая. Маскаренские острова.
- Goodyera bradeorum Schltr. (1923). Центральная Америка.
- Goodyera clausa  (A.A.Eaton ex Ames) Schltr. (1911). Филиппины
- Goodyera colorata (Blume) Blume (1858). Малакка, Малайский архипелаг, Новая Гвинея.
- Goodyera condensata Ormerod & J.J.Wood (2001) — Гудайера сжатая. Борнео (Сабах).
- Goodyera crocodiliceps Ormerod (1996). Папуа Новая Гвинея.
- Goodyera daibuzanensis Yamam. (1932). Тайвань.
- Goodyera denticulata J.J.Sm. (1934). Новая Гвинея.
- Goodyera dolabripetala (Ames) Schltr. (1908). Мексика, Центральная Америка.
- Goodyera dongchenii Lucksom (1993). Китай (Юньнань), Индия (Сикким).
- Goodyera elmeri (Ames) Ames (1938). Филиппины (остров Лусон).
- Goodyera erosa (Ames & C.Schweinf.)Ames (1934). Центральная Америка.
- Goodyera erythrodoides Schltr. (1911). Новая Гвинея.
- Goodyera fimbrilabia Ormerod (2006). Мексика (Чьяпас), Коста-Рика.
- Goodyera flaccida Schltr. (1924). Мадагаскар.
- Goodyera foliosa (Lindl.) Benth. ex C.B.Clarke (1889). Гималаи.
- Goodyera fumata Thwaites (1861). Индия, Япония, Ява.
- Goodyera fusca (Lindl.) Hook.f. (1890) — Гудайера бурая. Гималаи (Юньнань).
- Goodyera gemmata J.J.Sm. (1909). Суматра.
- Goodyera gibbsiae J.J.Sm. (1922). Западная Новая Гвинея.
- Goodyera goudotii Ormerod & Cavestro (2006). Мадагаскар.
- Goodyera hachijoensis Yatabe (1891). Япония, Тайвань.
- Goodyera hemsleyana King & Pantl (1895). Гималаи.
- Goodyera henryi Rolfe (1896). Центральный и южный Китай, южные Курилы, Тайвань.
- Goodyera hispaniolae Dod (1986). Гаити.
- Goodyera hispida  Lindl. (1857). Западный Непал, Малакка.
- Goodyera humicola (Schltr.) Schltr. (1924). Остров Мадагаскар.
- Goodyera inmeghema Ormerod (1996). Вануату.
- Goodyera kwangtungensis C.L.Tso (1891). Китай (Гуандун), Тайвань.
- Goodyera lamprotaenia Schltr. (1911). Новая Гвинея.
- Goodyera lanceolata  Ridl. (1903). Малайзия (Селангор).
- Goodyera luzonensis Ames (1915). Филиппины (остров Лусон).
- Goodyera macrophylla Lowe (1831). Португалия (остров Мадейра).
- Goodyera major Ames & Correll (1942) — Гудайера большая. Центральная Америка.
- Goodyera maurevertii Blume (1858). Западная Ява.
- Goodyera micrantha Schltr. (1911) — Гудайера мелкоцветковая. Коста-Рика.
- Goodyera modesta Schltr. (1923). Коста-Рика.
- Goodyera myanmarica Ormerod & Sath.Kumar (2006). Мьянма.
- Goodyera nankoensis Fukuy. (1934). Тайвань.
- Goodyera novembrilis (Rchb.f.) Ormerod (1996). Южная Суматра, Малые Зондские острова.
- Goodyera oblongifolia Raf. (1883). Северная Америка.
- Goodyera ovatilabia Schltr. (1923). Коста-Рика, западная Панама.
- Goodyera pendula Maxim. (1888) — Гудайера поникшая. Япония, Тайвань.
- Goodyera perrieri (Schltr.) Schltr. (1924). Остров Мадагаскар.
- Goodyera polyphylla Ormerod (2006) — Гудайера многолистная. Сальвадор.
- Goodyera porphyrophylla Schltr. (1921) — Гудайера порфиролистная. Архипелаг Бисмарка.
- Goodyera procera (Ker Gawl.) Hook. (1823) — Гудайера высокая. Тропики и субтропики Азии.
- Goodyera pubescens (Willd.) R.Br. (1813) — Гудайера пушистая. Северная Америка.
- Goodyera purpusii Ormerod (2006). Мексика (Веракрус).
- Goodyera pusilla Blume (1858) — Гудайера крошечная. Малайский архипелаг.
- Goodyera ramosii Ames (1914). Филиппины (остров Минданао).
- Goodyera recurva Lindl. (1857). Индия (Ассам), Китай (Юньнань, Хунань, Фуцзянь).
- Goodyera repens (L.) R.Br. (1813) — Гудайера ползучая. Бореальная зона северного полушария.
- Goodyera reticulata (Blume) Blume (1858) — Гудайера сетчатая. Борнео, Ява.
- Goodyera rhombodoides Aver. (2007). Вьетнам.
- Goodyera robusta Hook.f. (1890) — Гудайера мощная. Индия (Ассам), Тайвань.
- Goodyera  rosea (H.Perrier) Ormerod (2006) — Гудайера розовая. Мадагаскар, Реюньон.
- Goodyera rostellata Ames & C.Schweinf. (1920) — Гудайера клювиковая. Север Борнео.
- Goodyera rostrata Ridl. (1908). Малайзия (Саравак).
- Goodyera rosulacea Y.N.Lee (2004). Южная Корея.
- Goodyera rubicunda (Blume) Lindl. (1839). Индия (Ассам), Малайский архипелаг.
- Goodyera ruttenii J.J.Sm. (1928). Молуккские острова (остров Серам).
- Goodyera schlechtendaliana Rchb.f. (1850) — Гудайера Шлехтендаля. Суматра, Тибет, Япония.
- Goodyera scripta (Rchb.f.) Schltr. (1906). Новая Каледония.
- Goodyera sechellarum (S.Moore) Ormerod (2002) — Гудайера сейшельская. Сейшелы.
- Goodyera seikomontana Yamam. (1890). Гонконг, южный Тайвань.
- Goodyera stelidifera Ormerod (2004). Шри-Ланка.
- Goodyera stenopetala Schltr. (1911) — Гудайера узколепестная. Папуа-Новая Гвинея.
- Goodyera striata Rchb.f. (1845) — Гудайера морщинистая. Мексика, Центральная Америка, Карибские острова.
- Goodyera sumbawana Ormerod (2005). Малые Зондские острова.
- Goodyera taitensis Blume (1858) — Гудайера таитянская. Таити (Острова Общества).
- Goodyera tesselata Lodd. (1824) — Гудайера мозаичная. Северная Америка.
- Goodyera thailandica Seidenf. (1969) — Гудайера таиландская. Индия (Орисса), Таиланд.
- Goodyera turialbae Schltr. (1923). Коста-Рика.
- Goodyera ustulata Carr (1935) — Гудайера обожжённая. Борнео.
- Goodyera velutina Maxim. ex Regel (1935). Умеренная зона Восточной Азии.
- Goodyera venusta Schltr. (1911). Новая Гвинея.
- Goodyera viridiflora (Blume) Blume (1858) — Гудайера зеленоцветковая. Тропики и субтропики Азии.
- Goodyera vitiensis (L.O.Williams) Kores (1989). Фиджи (острова Вити-Леву, Вануа-Леву).
- Goodyera vittata Benth. ex Hook.f. (1890) — Гудайера украшенная. Восточный Непал.
- Goodyera werneri Schltr. (1921) — Гудайера Вернера. Новая Гвинея.
- Goodyera wolongensis K.Y.Lang (1984). Китай (Сычуань).
- Goodyera wuana Tang & F.T.Wang(1951). Китай (Сычуань).
- Goodyera yamiana Fukuy. (1936). Тайвань (остров Ланьюй).
- Goodyera yangmeishanensis T.P.Lin (1977). Северный Тайвань, Гуандун.
- Goodyera yunnanensis Schltr. (1919) — Гудайера юньнаньская. Китай (Юньнань, Сычуань).
- Goodyera zacuapanensis Ormerod (2006). Мексика (Веракрус).